# 943
943 (CMXLIII) var ett normalår som började en söndag i den julianska kalendern.

## Händelser

### Okänt datum
- Konstantin II abdikerar från den skotska tronen och blir munk. Han efterträds av sin kusins son Malkolm I.
- Rusernas kaspiska expedition: Staden Barda, Azerbaijan erövras.

## Födda
- 7 augusti – Edgar den fredlige, kung av England 959–975 (född omkring detta datum)
- Matilda av Frankrike, drottning av Burgund.